# عملية الطاحونة

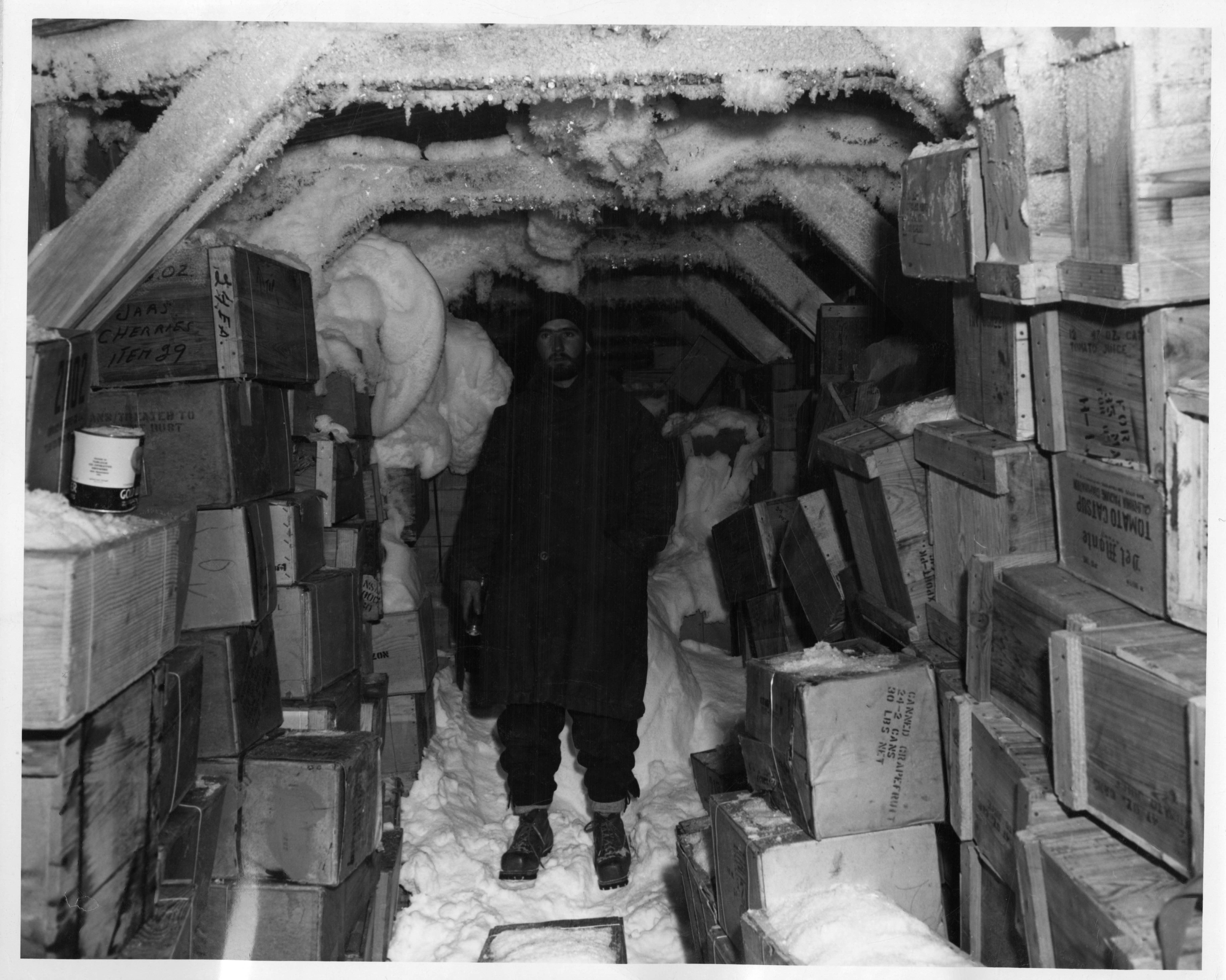
مؤن عملية الطاحونة، عام 1947

عملية الطاحونة (بالإنجليزية: Operation Windmill) هي مَشروعٌ تابِع للبحرية الأمريكية لتطوير القارة القطبية الجنوبية، كان الهدف منَ المشروعِ هو إنشاء حملة استكشافيَّة للتنقيب والتدريب في القارة القطبية الجنوبية، وقد كان المشروع بين عامَي 1947 و1948. وكانت هذهِ العملية أساسًا استكمالًا لمشروع تنمية القارة القطبية الجنوبية المعروف باسم عملية الوثب العالي. وقد قادَ الحملة الاستكشافيَّة قائد القوات جيرالد كيتشوم، التابع للأسطول الأميركي وهو كذلك رائد فرقة 39 والتي أبحرث مرورًا بقناة بنما على مَتْن السَّفينة إدستو يو إس إس في 1 تشرين الثاني 1947 ومُتَّجهة لجزيرة برتن من أجل البعثة الاستكشافيَّة.